# Hasan Şaş
Hasan Şaş vagy Hasan Gökhan Şaş (Karataş, 1976. augusztus 1. –) török válogatott labdarúgó.

## Pályafutása
A török középpályás az Adana Demirsporban kezdte labdarúgó-pályafutását, majd 1995-ben az MKE Ankaragücühöz igazolt a fővárosba. Három szezont követően, 80 bajnoki mérkőzéssel a háta mögött igazolt az ország legpatinásabb labdarúgócsapatához a Galatasarayhoz.

## Eredményei
- Galatasaray
  - UEFA-szuperkupa-győztes: 1 alkalommal (2000)
  - UEFA-kupa-győztes: 1 alkalommal (2000)
  - Török bajnok: 5 alkalommal (1999, 2000, 2002, 2006, 2008)
- Törökország
  - Világbajnoki 3. helyezett (2002)

## Külső hivatkozások
- Adatlapja a Galatasaray oldalán (törökül)
- Adatlapja a Török Labdarúgó-szövetség oldalán (törökül)